# Plethodon stormi
Espèce
Statut de conservation UICN

 EN B1ab(iii) : En danger
Plethodon stormi est une espèce d'urodèles de la famille des Plethodontidae.

## Répartition
Cette espèce est endémique des États-Unis. Elle se rencontre entre 490 et 1 463 m d'altitude dans les monts Siskiyou dans le comté de Jackson en Oregon et dans le comté de Siskiyou en Californie.

## Étymologie
Cette espèce est nommée en l'honneur de Robert MacLeod Storm (1918-).

## Publication originale
- Highton & Brame, 1965 : A new salamander of the genus Plethodon from Virginia. Copeia, vol. 1967, p. 617-626.